# 小崎連
小崎 連（おざき れん、2001年12月15日 - ）は、日本の男性総合格闘家。埼玉県秩父市出身。リバーサルジム久喜WINGS所属。

## 来歴
2021年12月4日、プロデビュー戦となったKROSSXOVER 15で綿井真咲と対戦し、5分2R終了のドローとなった。
2022年3月13日、DEEPフューチャーキングトーナメント2021に出場し、フェザー級で優勝を果たした。
2022年7月31日、KROSSXOVER 18で中野健と対戦し、1R 2:29にパンチ連打でKO勝ちを収めた。
2023年8月6日、DEEP NAGOYA IMPACT 2023 KOBUDO FIGHT 3RD ROUNDで切嶋龍輝と対戦し、2R 3:27にパンチでTKO勝ちを収めた。
2024年3月9日、DEEP 118 IMPACTで力也と対戦し、1R 4:58にスタンドパンチ連打でTKO勝ちを収めた。
2024年5月19日、UFC ROAD TO UFC SEASON 3でダーエミィスウ・ザウパースーと対戦し、5分3R終了 判定0-3で判定負けを喫し、1回戦敗退そしてMMA初黒星となった。
2024年12月8日、DEEP 123 IMPACTで魚井フルスイングと対戦予定。

## 戦績

### プロ総合格闘技
| 総合格闘技 戦績 | 総合格闘技 戦績 | 総合格闘技 戦績 | 総合格闘技 戦績 | 総合格闘技 戦績 | 総合格闘技 戦績 | 総合格闘技 戦績 |
| --------------- | --------------- | --------------- | --------------- | --------------- | --------------- | --------------- |
| 10 試合         | (T)KO           | 一本            | 判定            | その他          | 引き分け        | 無効試合        |
| 7 勝            | 5               | 0               | 2               | 0               | 2               | 0               |
| 1 敗            | 0               | 0               | 1               | 0               | 2               | 0               |

| 勝敗 | 対戦相手                           | 試合結果                          | 大会名                                         | 開催年月日     |
| ○    | 魚井フルスイング                   | 5分3R終了 判定3-0                 | DEEP 123 IMPACT                                | 2024年12月8日  |
| ×    | ダーエミィスウ・ザウパースー       | 5分3R終了 判定0-3                 | UFC ROAD TO UFC SEASON 3                       | 2024年5月19日  |
| ○    | 力也                               | 1R 4:58 TKO（スタンドパンチ連打） | DEEP 118 IMPACT                                | 2024年3月9日   |
| ○    | ムハンマド・アッボス・コミリョノフ | 1R 3:32 KO（パンチ）              | KROSSXOVER CAGE 2                              | 2023年11月26日 |
| △    | 山本淳                             | 5分2R終了 ドロー                  | KROSSXOVER 23                                  | 2023年10月22日 |
| ○    | 切嶋龍輝                           | 2R 3:27 TKO（パンチ）             | DEEP NAGOYA IMPACT 2023 KOBUDO FIGHT 3RD ROUND | 2023年8月6日   |
| ○    | 高杉亮介                           | 5分2R終了 判定3-0                 | KROSSXOVER 21                                  | 2023年4月16日  |
| ○    | 平沢克明                           | 1R 1:29 KO（パンチ）              | KROSSXOVER 20 BATTLE OF THE NEW ERA            | 2022年12月18日 |
| ○    | 中野健                             | 1R 2:29 KO（パンチ連打）          | KROSSXOVER 18                                  | 2022年7月31日  |
| △    | 綿井真咲                           | 5分2R終了 ドロー                  | KROSSXOVER 15                                  | 2021年12月4日  |

### アマチュア総合格闘技
| 勝敗 | 対戦相手 | 試合結果                 | 大会名                     | 開催年月日     |
| ○    | 梅原美咲 | 1R 0:39 KO（ハイキック） | LDH MARTIAL ARTS EXFIGHT 2 | 2021年10月30日 |

## 獲得タイトル
- DEEP FUTURE KING TOURNAMENT フェザー級優勝（2022年）